# The white house (utställning)
The White House var ett konstprojekt och en konstutställning som visades under 2016 på Västerbottens museum. Utställningen handlade om representation i kulturarvet med fokus på vithetsnormer och levnadsberättelser.

## Bakgrund
Konstfrämjandet i Västerbotten sökte fem konstnärer för att undersöka vilka ”vita fläckar” som finns i kulturarvet, för att få fram en bredare bild av vad det innebär att vara svensk. Detta resulterade i ett konstpedagogiskt projekt i fem delar. Projektet vill bidra med ett lärande förändringsarbete som utmanar, belyser och utvecklar kulturarvet i Västerbotten genom ett mångfaldsperspektiv. Projektets initiativtagare, projektledare och konstnärlig ledare var Camilla Påhlsson.
The white house använder samtidskonst, kulturarv och begreppet makt för att undersöka det kollektiva minnet. Uppdraget är att se på hur svenskhet konstrueras och representeras och sedan gestalta de bakomliggande berättelserna på Västerbottens museum. Projektet har fått stöd av Postkodlotteriets kulturstiftelse med beskrivningen ”Med utgångspunkt i tillgängliga samlingar, bruksföremål och arkiv analyseras kulturarvet ur ett normkritiskt och intersektionellt perspektiv”.

## Genomförande
Förutom en samtida konstutställning består konstprojektet The white house också av ett publikt och pedagogiskt program, ett utvecklingsseminarium, en tidningsbilaga och en berättarföreställning. Konstfrämjandet i Västerbotten sökte främst konstnärer som gestaltar makt-, identitets-, och tillhörighetsfrågor i sin konstnärliga utövning. Konstformer som välkomnades var fotografi, skulptur, teckning, installationer, text, video och performance plus offentlig konst.
Utställningen pågår mellan 6 mars och 29 maj 2016.

## Konstnärer
De deltagande konstnärerna arbetar med begrepp som etnicitet, rasifiering, maktstrukturer, femininitet, migration och segregation. Utgångspunkten är ett normkritiskt perspektiv. Konstnärerna gestaltar vad det innebär att som icke-vit fostras in i en vithetsnorm. Det handlar bland annat om marginaliserade historier och en icke-linjär associativ historieskrivning som utforskar gränser mellan en social, politisk och privat identitet.
Konstnärerna som deltar i The white house är:
- Cecilia Germain, född 1974, bor i Umeå.
- Meira Ahmemulic, född 1975, bor i Göteborg.
- Caroline Seung-Hwa Ljuus, född 1978 i Sydkorea, bor i Umeå.
- Sofia Hultin, född 1982, bor i Stockholm.
- Conny Karlsson Lundgren, född 1974, bor i Stockholm.

## Reaktioner
Projektet och utställningen The white house blev ett exempel i en bredare nationell debatt om hur museernas ska skildra kulturarvet. Styrelseordföranden för Västerbottens museum, Anders Lidström, såg bland annat en stor utmaning i hur museet ska kunna vara relevant för besökare också i framtiden:
– Framtidens västerbottning kommer att i större utsträckning ha rötter i andra länder än vad dagens västerbottning har. Vi måste också skapa utrymme för de människor som kommer hit att berätta sina berättelser för att på så sätt bidra till ett fungerande demokratiskt samtal.
Generalsekreteraren i Riksförbundet Sveriges museer, Mats Persson, sade att de här tankarna om att vända sig till fler och skildra kulturarvet annorlunda är aktuella i hela museisverige:
– Det handlar om museernas roll i det demokratiska samhället, att också vara en skapare av sammanhållning, ett samhälle som håller ihop. Och vi är stadda i förändring, Sverige ser annorlunda ut. Vi lever i en tid där vi blir mer och mer globala, och det här gör också att fler berättelser och fler människors berättelser behöver bli speglade på våra museer.
Den verkställande direktören vid Västerbottens museums, Ulrica Grubbström, sade att man inte kan ta med sig det gamla museiberättandet in i framtiden, och tog museets utomhusdel friluftsmuseet med byggnader från det gamla bondesamhället som exempel:
– Vi kanske måste släppa 1800-talsbondgården och fundera på om vi kan nyttja husen och berätta andra berättelser.

Västerbottens museum kom senare med ett förtydligande. Enligt museets strateg och informatör, Anki Berg, kunde uttalandet av Ulrica Grubbström ha formulerats annorlunda och hon intygar att man inte ska släppa skildringen av 1800-talets bondesamhälle.
– Vi kommer att fortsätta att berätta den historien också, och det har vi förtydligat att det vi menar är ju att vi måste kunna lägga till flera lager av berättelser.